# Ordine militare di Calatrava
L'ordine militare di Calatrava è un antico ordine monastico-militare spagnolo, reso dinastico. Papa Alessandro III approvò l'ordine nel 1164.

## Storia
Nel 1220, alcuni membri di quest’ordine si spostarono dalla penisola iberica alla volta dell’attuale Polonia su invito del vescovo di Prussia: si chiedeva infatti agli spagnoli assistenza, al fine di reprimere rivolte delle popolazioni locali ostili. È anche per questo che tali soldati, oltre alla promessa di ruoli nella strategia politica, accettando di unirsi alla causa, entrarono a far parte del neonato Ordine di Dobrzyń. Era diviso in due classi (una di religiosi, l'altra di militari) e diretto da un gran maestro. 
Dal 1229 al 1294 l'Abbazia di Sant'Angelo de Ursaria fu la sede dell’ordine spagnolo in Italia.
Nel 1482 (insieme a quelli di Santiago e Alcántara) l'ordine venne annesso alla corona e Ferdinando II d'Aragona ne divenne gran maestro: papa Alessandro VI rese tale carica ereditaria. Soppresso nel 1931 dal governo repubblicano, venne poi restaurato anche se di fatto sospeso perché legato alla famiglia reale spagnola allora esiliata. Dal 1980 è tornato a svilupparsi, oggi continua a dipendere dalla Corona di Spagna e, come gli altri ordini religiosi-cavallereschi spagnoli viene governato tramite il Real Consiglio degli Ordini Militari. Attualmente i cavalieri sono 81.
Insegne dell'ordine sono il nastro rosso e la croce gigliata rossa.